# Studio JOSUI
studio JOSUI（スタジオジョスイ）は、東京都渋谷区南平台にある屋内撮影スタジオ。2019年2月よりVALX株式会社が運営している。名前の由来は黒田如水から。

## 施設
- 名称：studio JOSUI
- 運営会社：VALX株式会社
- 代表者：只石昌幸
- 所在地：〒150-0036 東京都渋谷区南平台町13番1号サトウビル2階
- 最寄駅：JR山手線渋谷駅から徒歩8分、または京王電鉄京王井の頭線神泉駅から徒歩7分

## 概要
- 総面積は面積は82.64m2、天井高は2.38m。付帯設備として、白いホリゾントや各種トレーニング機材、送風機（Reel EFX TNC-100J REファンⅡターボ）などを備える[2][3]。
- モデルやボディービルダーなどから利用が多い撮影スタジオで、ダンベルやパワーラックを備え、フィットネスシーンの撮影として使われる[4][5]。
- 桂由美帯同カメラマンとしてパリ・コレクション等で撮影を手掛けた只石布久美が専属カメラマンとして所属[6]。上記のフィットネスシーンの撮影やダイエットコンシェルジュなどで使用される写真撮影などを行っている[7]。